# Rocca d'Orcia
Rocca d'Orcia (anciennement Rocca di Tentennano) est une frazione de la municipalité italienne Castiglione d'Orcia de la province de Sienne en Toscane.

## Géographie
Elle est située à environ 40 km au sud-est de Sienne.

## Architecture
- La Porta senese
- la piazza della cisterna
- La Rocca de Tentennano

## Galerie

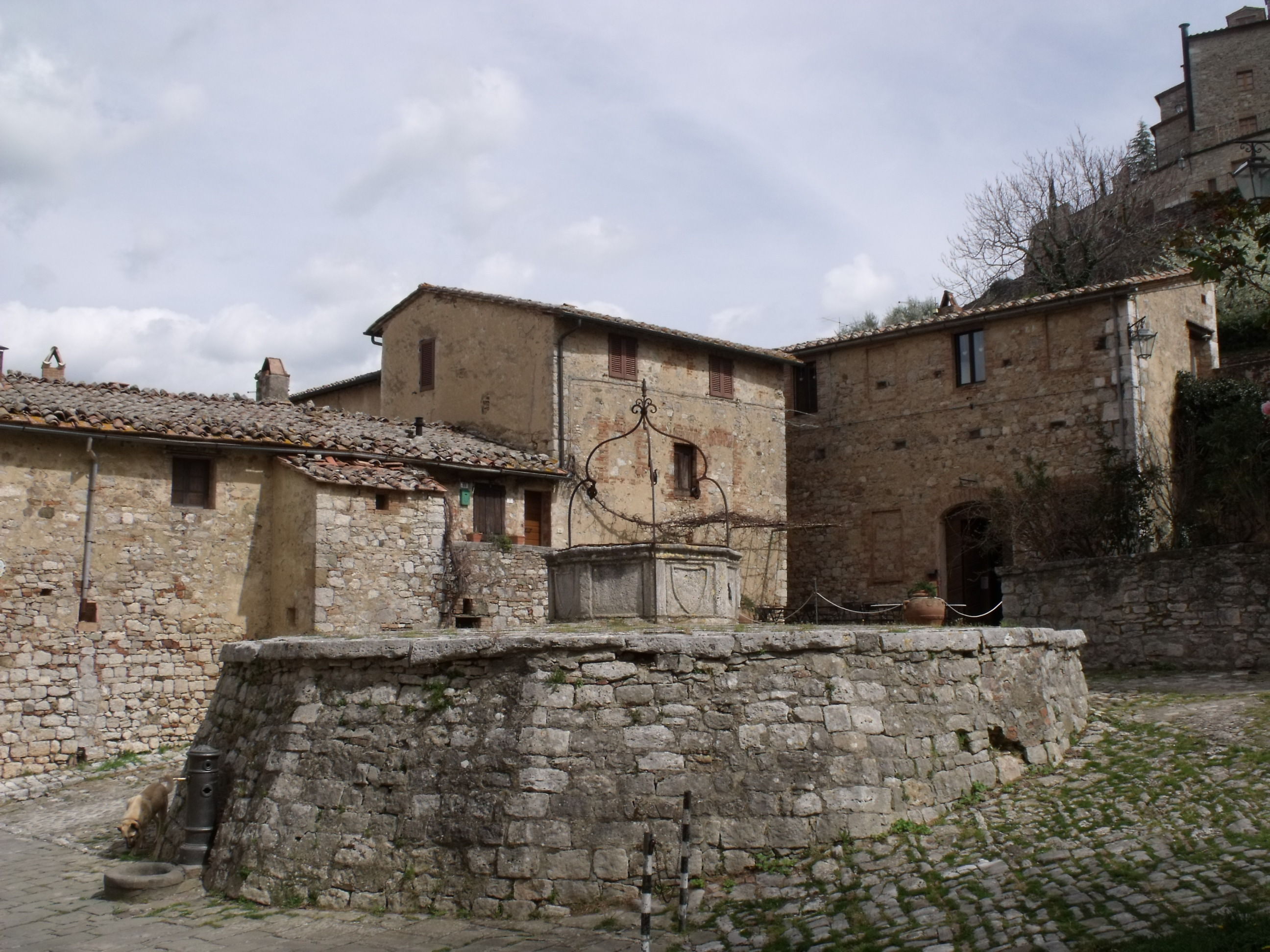
La cisterna.
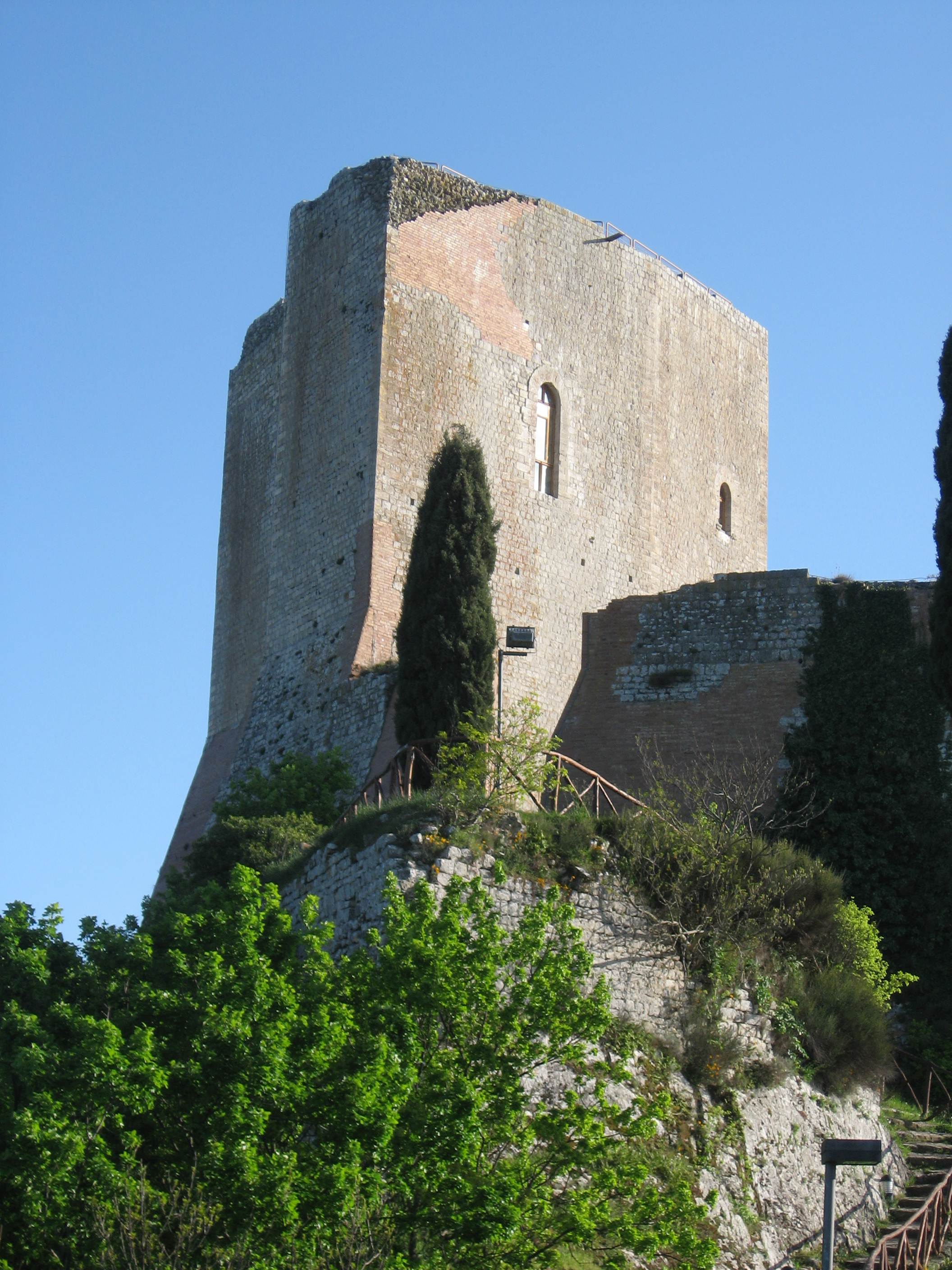
La Rocca di Tentennano.
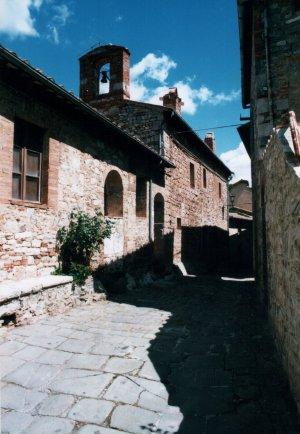
Le palazzo comunale.